# Eclipse (Bildbearbeitung)
Eclipse war eine Bildbearbeitungssoftware, welche Ende der 1980er Jahre für SGI-Computer entwickelt wurde. Im Jahr 1990 wurde die Software an die Firma Alias verkauft und dort weiterentwickelt. Sechs Jahre später ging sie schließlich an die Form & Vision GmbH, welche sie für Windows portierte und nach einiger Zeit die SGI-Version einstellte. Im Jahr 1999 übernahm TFG Venture Capital knapp 30 % der Firma, bevor Form & Vision zwei Jahre später Insolvenz anmelden musste.
Die Besonderheit der Software war die Möglichkeit zur Bearbeitung von sehr großen Bildern für damalige Verhältnisse.